# 宝岗大道站
宝岗大道站是广州地铁8号线的车站，位于中国广东省广州市海珠區昌岗中路寶崗大道路口西側的地底，在2010年11月3日正式启用。

## 車站結構

### 車站樓層
本站共兩層，地面為昌岗中路、寶崗大道及邻近建築，地下一層為站厅；地下二層為8號線月台。
| 地下一层 | 站厅     | 售票機、客服中心、商店、警务室、安检设施 |  |  |
| 地下二层 | 1 站台   | █8号线 滘心方向（下站：沙園）            |  |  |
|          | 岛式站台 |                                          |  |  |
|          | 2 站台   | █8号线 万胜围方向（下站：昌岗）          |  |  |

### 站厅

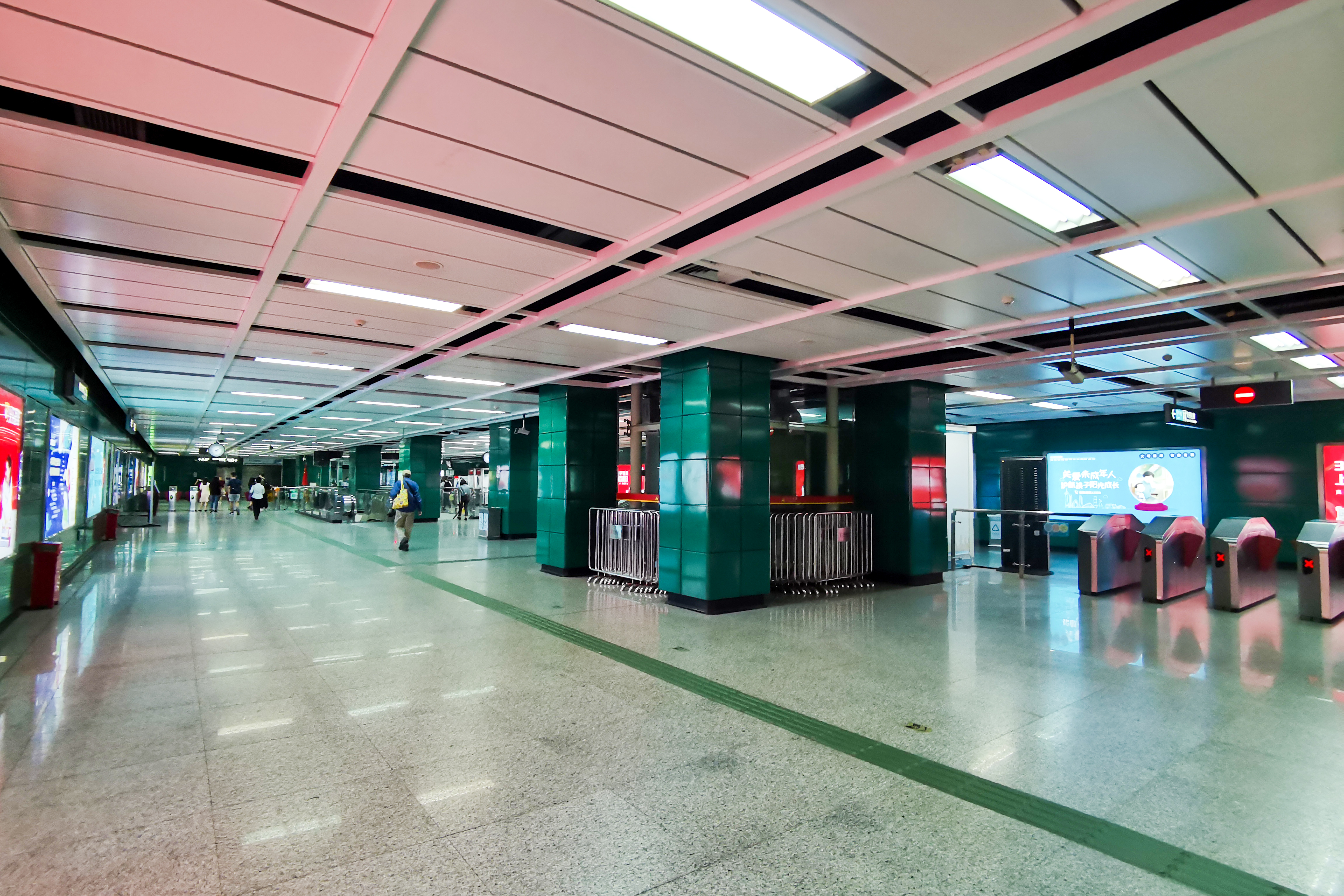
站厅

为方便行人进出，宝岗大道站站厅收费区划分于站厅北侧。站厅收费区内设有1台专用电梯、3條扶手电梯以及1組楼梯供乘客前往月台层。
现时，宝岗大道站设有便利店、麵包糕餅店等商店，亦设有自動售賣機、自动售卡/充值机等设施。

### 月台
本站設有一個島式月台，位於昌崗中路地底。

### 出入口
宝岗大道站目前开通3个出入口供乘客进出。
此外，本站还预留有A1、B、D2出入口。A1口因规划在昌岗中路小学旁设置，且施工过程需要占用学校部分用地，引起该校师生和家长的不满，此后并无进展；B口需要拆除沙园村尾的多栋民房，因征拆问题未解决而无法进场施工；D2口则因消防问题无法投入使用。
|                                                     |                                                           |      |          | |
| 編號                                                | 设施                                                      | 照片 | 出口指示 | 建議前往的目的地                                                                                     |
| A                                                   | 盲道标志                                                  |      | 昌岗中路 | 宝岗大道、沙园路、广州市海珠区人民检察院、廣州市海珠區人力資源和社會保障局、橡胶新村公交车站（西行） |
| C                                                   | 盲道标志 · 扶手电梯标志                                   |      | 昌岗中路 | 橡胶新村、基建新村、橡胶新村公交车站（东行）                                                         |
| D                                                   | 盲道标志 · 轮椅升降台标志 · 无障碍通道标志 · 扶手电梯标志 |      | 宝岗大道 | 昌岗中路、南泰路、南方医科大学珠江医院、昌岗路公交总站                                               |
| 註： 設有 \| 設有 \| 設有輪椅升降台 \| 設有扶手電梯 |                                                           |      |          | |

## 接驳交通
| 编号 | 编号    | 线路                   | 线路 | 线路                       | 收费 | 备注            |
| ---- | ------- | ---------------------- | ---- | -------------------------- | ---- | --------------- |
|      | 29      | 南边路                 | ⇆    | 站南路                     | 2元  |                 |
|      | 59      | 广州火车东站           | ⇆    | 沥滘                       | 2元  |                 |
|      | 69      | 赤岗大塘               | ⇆    | 汾水小区                   | 2元  |                 |
|      | 70      | 沥滘                   | ⇆    | 水秀一路                   | 2元  |                 |
|      | 91      | 南方茶叶市场           | ⇆    | 珠光路                     | 2元  |                 |
|      | 121     | 珠江帝景苑             | ⇆    | 西塱社区                   | 2元  |                 |
|      | 206     | 新滘东路（赤沙市场）   | ⇆    | 滘口客运站                 | 3元  |                 |
|      | 222     | 芳村丰年路（黄大仙祠） | ⇆    | 五羊邨                     | 2元  |                 |
|      | 285     | 云台花园               | ⇆    | 花地大道南（鹅公村）       | 3元  |                 |
|      | 299     | 昌岗路                 | ⇆    | 员村（绢麻厂）             | 2元  |                 |
|      | 广565   | （广州）瑞宝乡         | ⇆    | （佛山）穗盐路（雍景豪园） | 2元  |                 |
|      | 780     | 芳村葵蓬（嵘都花园）   | ⇆    | 南洲花园                   | 2元  |                 |
|      | 812     | 东漖教师新村           | ⇆    | 江南大道南（地铁江泰路站） | 2元  |                 |
|      | 967     | 怡乐路                 | ↻    | 沙园                       | 2元  |                 |
|      | 夜29    | 滘口客运站             | ⇆    | 江海大道中                 | 3元  | 206路附属线路   |
|      | 夜36    | 芳村西塱               | ⇆    | 棠德花苑                   | 4元  |                 |
|      | 夜42    | 珠江帝景苑             | ⇆    | 金宇花园                   | 3元  | 121路附属线路   |
|      | 夜44    | 海珠客运站             | ⇆    | 桥中                       | 3元  | 208路附属线路   |
|      | 广夜103 | 地铁江泰路站           | ⇆    | （佛山）穗盐路（雍景豪园） | 3元  | 广565路附属线路 |

| 编号 | 编号 | 线路                  | 线路                  | 线路                  | 收费                  | 备注                  |
| ---- | ---- | --------------------- | --------------------- | --------------------- | --------------------- | --------------------- |
|      | 10   | 昌岗路                | ⇆                     | 恒福路                | 2元                   |                       |
|      | 25   | 昌岗路                | ⇆                     | 大坦沙（市1中）       | 2元                   |                       |
|      | 197  | 已于2025年1月25日停办 | 已于2025年1月25日停办 | 已于2025年1月25日停办 | 已于2025年1月25日停办 | 已于2025年1月25日停办 |
|      | 299  | 昌岗路                | ⇆                     | 员村（绢麻厂）        | 2元                   |                       |

## 利用狀況
本站附近均是住宅區，因此出入閘客流以附近居民為主。同時車站附近設有一個巴士總站，亦有不少乘客利用本站轉乘巴士。但本站客流水平依然僅屬於中等水平。
為緩解昌崗站和客村站的客流壓力，該站已於2014年5月12日開始，每逢週一早高峰將視情況在本站實施客流控制措施，維持運營秩序。

## 歷史
在1997年的廣州市地鐵規劃中，並沒有寶崗大道站和沙園站。當時規劃中只有一站位於現時昌崗立交附近，作為舊2號綫拆解後的東西向路段（當時稱為5號綫）西延過江段的一個中途站。同時此站亦與位於工業大道的線路（當時稱為4號綫）換乘。
2003年的規劃中，該兩段路線部分路段重組。拆解之後的東西向路段（現8號線）改為在此站轉向工業大道北，成為8號線；原來的西行過江段與本站以南的工業大道段合併，成為廣佛地鐵的一部分。後來該方案作出局部修改，此站被拆分為位於位於昌崗中路的昌崗中路站（现寶崗大道站）以及工業大道北的沙園站，與廣佛綫平行換乘，並列入2/8號綫拆分工程中興建。
因沙园冷站试运行时影响到附近居民而引起居民反对，導致沙園冷卻塔無法投入運行，令本站及沙園站、凤凰新村站在2010年9月25日新二号线和八号线开通时无法如期开通。地鐵方面后與居民談判并取得进展，沙園冷卻塔終能夠投入運行，三站随即在2010年11月3日开通运营。
2022年，本站曾多次受疫情防控措施影响而需要调整服务。8-9月疫情期间，本站于8月31日至9月4日暂停服务。10-11月疫情期间，本站于11月5日9时至11月30日下午暂停运营；期间为服务成人高考等考试考生，5日及6日的早上9时前仍提供服务。